# Detroit Pistons 1984-1985
La stagione 1984-85 dei Detroit Pistons fu la 36ª nella NBA per la franchigia.
I Detroit Pistons arrivarono secondi nella Central Division della Eastern Conference con un record di 46-36. Nei play-off vinsero il primo turno con i New Jersey Nets (3-0), perdendo poi la semifinale di conference con i Boston Celtics (4-2).

## Roster
| N° | Naz.                   | Ruolo | Sportivo        | Anno | Alt. | Peso |
| -- | ---------------------- | ----- | --------------- | ---- | ---- | ---- |
| 00 | Stati Uniti (bandiera) | GA    | Tony Campbell   | 1962 | 201  | 98   |
| 7  | Stati Uniti (bandiera) | GA    | Kelly Tripucka  | 1959 | 198  | 100  |
| 11 | Stati Uniti (bandiera) | G     | Isiah Thomas    | 1961 | 185  | 82   |
| 14 | Stati Uniti (bandiera) | G     | Lorenzo Romar   | 1958 | 185  | 79   |
| 15 | Stati Uniti (bandiera) | G     | Vinnie Johnson  | 1956 | 188  | 91   |
| 22 | Stati Uniti (bandiera) | GA    | Terry Teagle    | 1960 | 196  | 88   |
| 22 | Stati Uniti (bandiera) | GA    | David Thirdkill | 1960 | 201  | 88   |
| 23 | Stati Uniti (bandiera) | AC    | Earl Cureton    | 1957 | 206  | 95   |
| 25 | Stati Uniti (bandiera) | GA    | John Long       | 1956 | 196  | 88   |
| 31 | Stati Uniti (bandiera) | GA    | Brook Steppe    | 1959 | 196  | 88   |
| 31 | Stati Uniti (bandiera) | A     | Dale Wilkinson  | 1960 | 208  | 100  |
| 32 | Stati Uniti (bandiera) | AC    | Dan Roundfield  | 1953 | 203  | 93   |
| 34 | Stati Uniti (bandiera) | G     | Sidney Lowe     | 1960 | 183  | 88   |
| 35 | Stati Uniti (bandiera) | A     | Major Jones     | 1953 | 206  | 102  |
| 40 | Stati Uniti (bandiera) | C     | Bill Laimbeer   | 1957 | 211  | 111  |
| 41 | Stati Uniti (bandiera) | GA    | Terry Tyler     | 1956 | 201  | 98   |
| 54 | Stati Uniti (bandiera) | C     | Kent Benson     | 1954 | 208  | 107  |

## Staff tecnico
- Allenatore: Chuck Daly
- Vice-allenatore: Dick Harter